# Sinfibrosis
Sinfibrosis es el nombre que recibe aquella articulación que carece de movimiento.
Es el enlace fibroso que existe entre un hueso y otro. Cuando se clasifican de acuerdo a su función son un tipo de Sinartrosis.

## Características

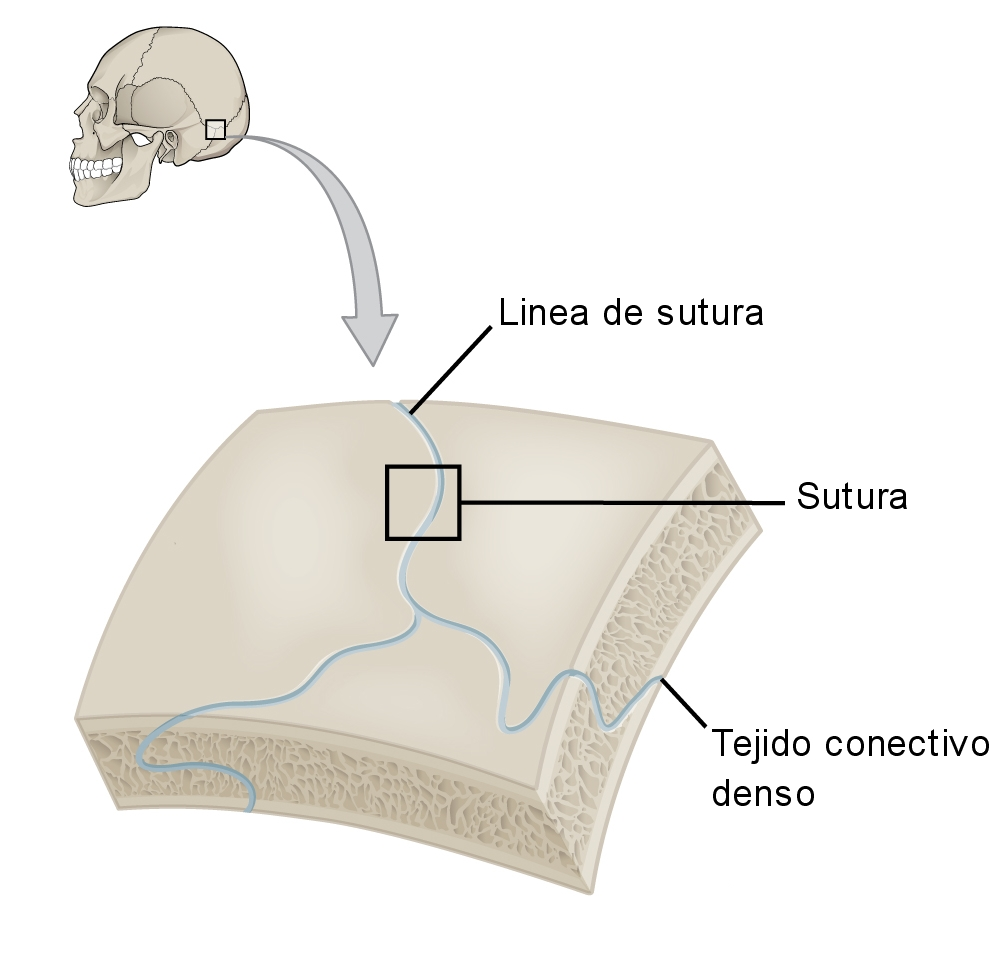
Sinfibrosis en azul. Hueso adulto.

Las sinfibrosis son articulaciones en las que, las facetas óseas están separadas solamente por tejido conjuntivo fibroso.

Esta particularidad le permite a la sinfibrosis un movimiento muy limitado, únicamente útil al proceso de crecimiento óseo.

## Tipos
Las sinfibrosis se pueden dividir en varios tipos, en función de los bordes de la unión articular.
- sinfibrosis escamosa, que está determinada por el hecho de que los bordes tienen apariencia de bisel.
- sinfibrosis dentada, que, como su propio nombre indica, es la que se produce cuando los bordes articulares son dentados.
- sinfibrosis esquindelesis, un borde entra en el de otro hueso.
- sinfibrosis armónica, que se caracteriza porque los bordes de las articulaciones son rugosos.
- sinfibrosis gonfosis, en la que los bordes dan forma a una especie de cavidad.[3]